# Сумах (спеція)
Сума́х — пряність з мелених ягід одного з видів сумаха (сумах дубильний, Rhus coriaria). Має червоно-бордовий колір і кислий смак (за це сумак іноді називають «оцтовим деревом»).
Назва походить від сирійського слова, що означає червоний колір (за кольором плодів). Слово потрапило в арабську, середньовічну французьку та інші мови.
Пряність виробляють з подрібнених плодів рослини. Іноді порошок вимочують, і використовують замість лимонного соку, оцту або тамаринду.
Застосовується в турецькій і левантійській (левантській) кухнях для заправки салатів, на Кавказі — як приправа до шашлику. Часто використовується в поєднанні з цибулею. Входить до складу приправи заатар.